# Marinkår
Marinkår är en militär styrka med ursprunglig uppgift att delta i landstigningar och andra operationer i kustmiljö. Motsvaras i Sverige närmast av amfibiekåren. I förhållande till arméförband är marinkårer i regel lättare beväpnade, vilket medger snabbare rörlighet. I Spanien och dess forna kolonier liksom i Ryssland och det forna östblocket kallar man dessa förbandstyper för marininfanteri, benämningen på marinkårernas historiska ursprung.